# تیم ملی فوتبال سینت مارتن
تیم ملی فوتبال سینت مارتن نمایندهٔ کشور سینت مارتن در مسابقات بین‌المللی است که زیر نظر فدراسیون فوتبال سینت مارتن فعالیت می‌کند.
اولین بازی رسمی این تیم در تاریخ ۳ آوریل ۱۹۹۲ میلادی در برابر تیم ملی فوتبال جزایر کیمن برگزار شده‌است.